# Czarny Las (powiat biłgorajski)
Czarny Las (do końca 2022 Czarny Las-Kolonia) – wieś w Polsce położona w województwie lubelskim, w powiecie biłgorajskim, w gminie Józefów.
Leży przy drodze powiatowej łączącej wieś Długi Kąt z miasteczkiem Krasnobród. Od północnego zachodu sąsiaduje z wsią Stanisławów. Zabudowania wsi są rozrzucone w dużej odległości od siebie, wśród sosnowego lasu. Kilkaset metrów od miejscowości znajduje się rezerwat przyrody Piekiełko koło Tomaszowa Lubelskiego.
Miejscowość została założona w 1938 roku. Dawniej należała do Podrusowa w gminie Majdan Sopocki w powiecie tomaszowskim. Od 1954 w gromadzie Majdan Sopocki 29 lutego 1956 kolonię Czarny Las odłączono od gromady Majdan Sopocki, włączając ją do gromady Stanisławów w powiecie biłgorajskim w tymże województwie. 1 stycznia 1960 gromadę Stanisławów  zniesiono, włączając jej obszar do gromady Józefów w tymże powiecie. 1 stycznia Czarny Las, jako odrębne sołectwo, wszedł w skład  gminy Józefów.
W latach 1975–1998 miejscowość administracyjnie należała do województwa zamojskiego.
Wieś jest sołectwem w gminie Józefów. Według Narodowego Spisu Powszechnego z roku 2011 wieś liczyła 43 mieszkańców i była najmniejszą co do liczby ludności miejscowością gminy.